# Tectaria semibipinnata
Tectaria semibipinnata là một loài thực vật có mạch trong họ Dryopteridaceae. Loài này được (Hook.) Copel. miêu tả khoa học đầu tiên năm 1917.